# Ишин, Александр Владимирович
Алекса́ндр Влади́мирович И́шин (27 ноября 1941, Уфа, СССР — 21 апреля 2015, Москва) — советский и российский живописец, театральный художник, заместитель председателя правления Всероссийской творческой общественной организации Союз художников России. Ректор Российской государственной специализированной академии искусств в 2001—2006 гг.
Народный художник РФ (2011). Член Союза художников СССР с 1967 года.

## Жизнь и творчество
Родился в эвакуации, в Уфе. В 1942 году семья вернулась в Москву. Художественное образование получил он сперва в «суриковской» школе, а затем в Государственном художественном институте имени Сурикова, который окончил в 1966 году. В 1965 году, ещё студентом, совершил творческую поездку на Север, в Норильск, которому посвящает целую серию своих работ. В первых работах художника ощутимо влияние «наивного искусства», особенно в произведениях, посвящённых сельской теме. В то же время мастер в целом следует в русле реалистического, фигуративного искусства.
С 1994 года — декан факультета изобразительного искусства РМЦТРИ, с 2001 года он — исполняющий обязанности ректора Государственного специализированного института искусств, затем — в течение 5 лет — его ректор. В творческом плане занимался как живописью, так и графикой, а также различными видами прикладного искусства (резьбой по дереву, мозаикой и др.). Является автором многочисленных научно-педагогических работ по современной живописи.
А. В. Ишин — заслуженный деятель искусств РФ, народный художник РФ. Его полотна и графические работы можно увидеть в крупнейших музеях России (в Третьяковской галерее, в Государственном Русском музее и др.), а также во многих музеях и собраниях Германии, США, Белоруссии, Англии, Израиля, Франции, Италии, Нидерландов. Произведения А. В. Ишина неоднократно выставлялись на персональных и групповых экспозициях в России, Европе и Америке.
С 25 ноября по 11 декабря 2011 года в Московском выставочном зале «Галерея А3» была организована выставка произведений художника «Парадоксы обыденного, или Искусство актуализировать банальное», приуроченная к 70-летию со дня рождения художника.

## Награды
- Почётное звание «Народный художник Российской Федерации» (2011) — за большие заслуги в области изобразительного искусства[1].
- Почётное звание «Заслуженный деятель искусств Российской Федерации» (2000) — за заслуги в области искусства[2]

## Галерея
- Избранные полотна А. В. Ишина Архивная копия от 26 ноября 2011 на Wayback Machine